# 马特劳圣伊姆赖
马特劳圣伊姆赖（匈牙利語：Mátraszentimre）是匈牙利赫维什州所辖的一个村。总面积21.29平方公里，总人口490，人口密度23.0人/平方公里（2011年1月1日）。